# Vranjic
Vranjic je poluotok i istoimeno naselje u sastavu grada Solina, smješteno sjeverno od Splitskog poluotoka, pokraj ušća rijeke Jadro.
U prošlosti je zbog ljepote i neposrednog dodira s morem nazivan i "Mala Venecija". Najnovija arheološka istraživanjima otkrila su da je Vranjic bio naseljen još u prapovijesti.

## Povijest
Hidroarheolozi su u nedavnim podvodnim istraživanjima koja su se vršila zajedno s obnavljanjem mjesne rive očekivali antičke nalaze, jer su prije dvije godine u okolici nađene dvije antičke statue. Uz antičke, Vranjic je poznat i po starokršćanskim artefaktima. Ipak, arheološki stručnjak prof. dr. Zdenko Brusić sa Zadarskog sveučilišta potvrdio je sumnje kako nađena keramika pripada kasnom brončanom dobu, točnije oko 1000. godine prije Krista, čime se starost mjesta pomiče 1000 godina unatrag.
U kurtisu sv. Martina potpisan je mir između hrvatskog kneza Mislava i mletačkog dužda Petra Tradonika 839. godine. Povjesnica nije ubicirala kurtis, sve dok M. Ivanišević ( nije pokazao pokazao da se radi o jednome od feudalnih središta Trpimirovića u nekadašnjem salonitanskom ageru, današnjem Vranjicu.:197.
Toma Arhiđakon u 13.st. spominje Vranjic, kojega zove Hurania, kao otok, opisujući kako su Mlečani porušili kaštel nadbiskupa Bernarda na njemu, dok je u splitskom rukopisu Tomina kodeksa naknadno rukom dopisano: "Huragniz".
Stanovništvo Vranjica, čiji potomci i danas žive u samom mjestu, nastanjivano je od 1650. godine. Kako bi nakon osvajanja Klisa 1648. Mletačka Republika održala i obranila zemlje od Turaka između Klisa i Splita, posebno Solin i Vranjic koji su nakon odlaska Turaka bili gotovo napušteni, mletački general Leonardo Foscolo naselio je Vranjic i okolicu s hrvatskim stanovništvom iz Zagore, iz turskih pograničnih predjela, a naročito iz Petrova polja.
Najstariji upisnik vjenčanih u crkvenoj župi Vranjicu, koja je tada bila i župa Solina sačuvao je 37 upisa od 16. studenoga 1665. do 31. kolovoza 1676. godine. Upisnik je pisan hrvatskom ćirilicom.

### Arheološka zona
Arheološka zona "Vranjic, Poluotok Vranjic - ruralna cjelina i kopnena arheološka zona s hidroarheološkom zonom" je zaštićeno kulturno dobro.
Vranjic je smješten na poluotoku na krajnjem istočnom dijelu Kaštelanskog zaljeva sjeverno od Splita. Nekada otočić, jezičcem zemlje spojen je s kopnom, u rimsko doba bio je dio lučkog dijela antičke Salone. Kao samostalno naselje Vranjic se prvi put spominje u 11. st. Vranjic je karakteristično pučko naselje čije su gusto zbijene kuće formirale uske vijugave ulice prateći konfiguraciju terena i ovalni oblik poluotoka te ima istaknutu ambijentalnu vrijednost. Naselje izgrađeno na kopnenom arheološkom lokalitetu zajedno s hidroarheološkom zonom koja teče oko cijelog poluotoka čini jedinstvenu cjelinu.
Pod oznakom Z-6273 zavedena je kao nepokretno kulturno dobro - kulturno-povijesna cjelina, pravna statusa zaštićena kulturnog dobra, klasificirano kao "arheološka baština".

## Naše malo misto
Malo je poznato da je ta kultna serija snimana uglavnom u Vranjicu. Serija prikazuje život u malom dalmatinskom mjestu sredinom prošlog stoljeća, kroz kronike mjesnog kroničara,  mjesnog poštara (pošćer) Andrija Bombišta (M. Vojković), prateći dogodovštine doktora (dotura) Luigija (Karlo Bulić), njegove Bepine (Asja Kisić), Roka Prča (Boris Dvornik), Načelnika (V. Medar), Brice (Miše Martinović), Postolara (Antun Nalis) i drugih.
Naše malo misto jedno je od najboljih i najpopularnijih djela hrvatske kinematografije. Do danas je reprizirano devet puta.
Serija vremenski obuhvaća razdoblje od vremena neposredno pred Drugi svjetski rat do razdoblja prvih gospodarskih liberalizacija prema zapadu nakon Drugog svjetskog rata.
U njoj su, zapravo dokumentirana i ismijana ponašanja lokalnog stanovništva u svakodnevnim životnim situacijama i u situacijama koje su im se nametnule - rat i novi sustav vlasti.

## Stanovništvo
Današnji Vranjic jedno je od rijetkih naselja, gotovo jedinstveno, za koje se zna kada je naseljeno, koliko ga je ljudi naselilo u povijesti te njihova prezimena.
Najučestalija vranjička prezimena jesu: Benzon, Bilić, Bulić, Grgić, Grubić, Ivić, Jelić, Jurić, Lalić, Mandić, Mikelić, Poljak, Milišić i dr.
Valja izdvojiti prezime Benzon, čijih članova u Vranjicu ima najviše, potječe od pokrštenih Turaka, a ne od tadašnjeg stanovništva iz Dalmatinske zagore. Mjesto ima 1200 ljudi prema popisu stanovništva iz 2001.
| broj stanovnika | 526   |       | 541   | 472   | 520   | 648   | 784   | 1131  | 1128  | 1204  | 1319  | 1485  | 1472  | 1159  | 1196  | 1110  | 1064  |
|                 | 1857. | 1869. | 1880. | 1890. | 1900. | 1910. | 1921. | 1931. | 1948. | 1953. | 1961. | 1971. | 1981. | 1991. | 2001. | 2011. | 2021. |

## Crkveni pjevački zbor
Muški Crkveni pjevački zbor iz Vranjica u svom stoljetnom djelovanju nastupao je diljem naše domovine. U svom početku je svoju aktivnost vezivao za bližu okolicu (područje bivše općine Split), a kasnije, iza 70-ih godina ovog stoljeća, je bio na gostovanjima i u susjedne gradove.
Počnimo od najudaljenijih krajeva Hrvatske. Još tijekom domovinskog rata bio je (kao uži sastav) gotovo uz crtu bojišnice u Cerni (Slavonija) prigodom žetelačkih svečanosti. Isto tako nakon oslobođenja Istočne Slavonije skupa s udrugom “Hrvatska žena” iz Splita, posjetio je Okučane, Vukovar i Ilok. Tada je nastupio u crkvi i na prigodnim koncertima.
Godine 1999. na zamolbu veterana hrvatske vojske sudjelovao je na spomen misi za poginule na Bleiburgu. Nastupio je i u Varaždinu u Župi sv. Ilije po Obrežom. Tom je prigodom posjetio i Krašić, a na Plitvicama je odao počast prvom poginulom hrvatskom branitelju Josipu Joviću.
Više puta nastupio je u našoj metropoli – Zagrebu. Prvi put u sklopu Pasionske baštine u Studenskom centru, zatim na hipofromu prigodom prvog posjeta Svetog oca našoj domovini, kao predstavnik Južne Hrvatske metropolije. Nastupio je u Zagrebu i kod izborne konvencije HSS, a dva puta i na pogrebnim svečanostima prvaka HSS-a g. Mačeka i g. Krnjevića. Tada je nastupio u staroj gradskoj vijećnici i katedrali.
Ovaj sastav nastupio je više puta u Zadru i Šibeniku, a zatim u Kninu, Trogiru i Sinju. Gotovo sigurno nastupio je u svim većim crkvama u gradu Splitu (Sv. Dominik, Gospa od zdravlja, kod časnih sestara “Ančele”). Bio je nekoliko puta gost u splitkoj katedrali sv. Petra (u svim korizmenim pučkim napjevima).
Predstavnici ovog zbora još su 70-ih godina nastupali, skupa sa splitskim sjemeništarcima u opereti “Narod svetoga Petra”, zatim u velikom broju sudjelovali su 1976. godinu solinskim slavljima (XIII stoljeća kršćanstva u Hrvata, 1986. godine o 10-oj godišnjici solonskog jubileja, zatim za drugog pohoda Svetoga oca Hrvatskoj u Splitu i Solinu).
Posebno ističem tradicionalno sudjelovanje u svečanostima Male Gospe u Solinu. Može se slobodno kazati da o broju nastupa u Solinu nemamo evidenciju, ali bilo ih je podjednako mnogo i sakralnog i svjetovnog sadržaja.
Pjevači svojom aktivnošću, a posebno zborovođe i orguljaši su poticali i druge zborove u našoj okolici na sličnu aktivnost. Napominjem da je iz ovakvog odnosa proizašla suradnja zborova u ovoj okolici (Klis, Solin, Mravince, Kučine, Kamen, Stobreč), a ona se naročito očituje prilikom sprovoda za pjevale i zaslužne članove u spomenutim župama.
Vranjički crkveni pjevači nastupali su i na otocima: dva puta na Hvaru, tri puta na Šolti, pa u Korčuli (Lumbarda) i Drveniku. Nastupali su i u Omišu (crkvi) i na Omiškom festivalu. Imali su nekoliko nastupa i u Makarskoj, Baškoj vodi te Kuli Norinskoj (kod Metkovića).
Ovaj zbor je skupa s pjevačima Solina, Stobreča i Velog Varoša (Split) snimio ploču “Puče moj”, a također je snimio i kazetu starih crkvenih pučkih napjeva. Sudjelovao je i u radio emisijama i mnogo je puta bio pred TV kamerama. Zbor je više puta nagrađivan i pohvaljivan.
Bivši dirigent zbora, g. Toma Bulić, dobio je 1978. odlikovanje Sv. Oca Pape, a zbor 1996. godine Nagradu grada Solina.

## Poznate osobe
- Stjepan Benzon, pjesnik (Bodulska balada)
- don Frane Bulić, arheolog
- don Luka Jelić, povjesničar i arheolog
- mons. Ante Jurić, nadbiskup splitsko-makarski
- Špiro Jurić, klapski tenor
- Ante Grgić, nogometni trener
- Ante Božić Ćoni, rukometni trener[8]

## Udruge
- Udruga Barbarinac, ekološka udruga koja se posebno istakla u pitanjima oko zagađenja azbestom[9]
- Udruga Don Frane Bulić[10]
- Udruga Janus

## Gospodarstvo
- Tvornica azbestnih proizvoda "Salonit"
- Sjeverna luka Split
- Gradski stadion

## Šport
- rukomet: RK " Vranjic" - Druga hrvatska rukometna liga (žene)
- nogomet: NK "Omladinac" - Prva županijska liga
- vaterpolo: VK "Vranjic" - 1.B HVL hrvatska vaterpolska liga - sada djeluje kao VK Salona iz Solina.

Memorijalni nogometni turnir prof. Slaven Jurić održava se od 2003.